# Pre-Teen Dirty-Gene Kung-Fu Kangaroos
Pre-Teen Dirty-Gene Kung-Fu Kangaroos är en amerikansk serietidning, skapad av Lee Marrs. Utgivningen inleddes i augusti 1986 , och pågick till januari 1987. Serien parodierade Teenage Mutant Ninja Turtles.

### Fotnoter
1. ↑  ”Pre-Teen Dirty-Gene Kung-Fu Kangaroos” (på engelska). Comicvine. http://www.comicvine.com/pre-teen-dirty-gene-kung-fu-kangaroos/4050-3716/. Läst 27 december 2015.
2. ↑  ”Pre-Teen Dirty-Gene Kung-Fu Kangaroos (1986)” (på engelska). Comic Book Database. Arkiverad från originalet den 7 januari 2016. https://web.archive.org/web/20160107000746/http://comicbookdb.com/title.php?ID=11227. Läst 27 december 2015.
3. ↑  ”Mirage Vol. 1” (på engelska). Mutant Ooze. http://mutantooze.org/wiki/comic-books/mirage/mirage-vol-1/. Läst 27 december 2015.